# Parfondeval (Aisne)
Parfondeval è un comune francese di 165 abitanti situato nel dipartimento dell'Aisne della regione dell'Alta Francia.

## Società

### Evoluzione demografica
Abitanti censiti